# Villarzel-Cabardès
Villarzel-Cabardès è un comune francese di 186 abitanti situato nel dipartimento dell'Aude nella regione dell'Occitania.

## Società

### Evoluzione demografica
Abitanti censiti